# ヴァルカウス
ヴァルカウス(Varkaus)はフィンランド、北サヴォ県の自治体。ヴァルカウス郡に属する。1929年以前はWarkausと表記されていた。
サイマー湖の北東岸に位置し、豊富な水利を利用して19世紀末にアールストローム製紙工場が操業を開始、1921年には当時ヨーロッパ最大の抄紙機が設置されるなど、町は同社とともに発展した。
2005年1月1日にカンガスランピを編入合併した。

## ヴァルカウスの地区
- Käpykangas
- Kuoppakangas
- Lehtoniemi
- Puurtila
- Taipale
- Luttila
- Könönpelto
- カンガスランピ（英語版）
- Kurola
- Häyrilä
- Päiviönsaari
- Peltola

## ヴァルカウス出身の人物
- パシ・ヒヴァリネン - バレーボールフィンランド男子代表

## 姉妹都市
- 六安市（中国）
- Nakskov（デンマーク）
- Rjukan（ノルウェー）
- Sandviken（スウェーデン）
- ペトロザヴォーツク（ロシア）
- Rüsselsheim（ドイツ）
- Pirna（ドイツ）
- ザラエゲルセグ（ハンガリー）